# 3597 Kakkuri
3597 Kakkuri è un asteroide della fascia principale. Scoperto nel 1941, presenta un'orbita caratterizzata da un semiasse maggiore pari a 3,1674273 UA e da un'eccentricità di 0,1865508, inclinata di 2,51406° rispetto all'eclittica.
L'asteroide è dedicato al geodesista finlandese Juhani Kakkuri, direttore dell'Istituto di Geodetica finlandese.